# سرجینیو بایانو
سرجینیو بایانو (به پرتغالی: Elisérgio da Silva) هافبک اهل برزیل است که در شهر Rio Real و در تاریخ ۵ ژانویهٔ ۱۹۷۸ به دنیا آمده‌است.
سرجینیو بایانو در تیم‌های فوتبال Bahia سابقهٔ حضور دارد.